# Westlife (album)
| Đánh giá chuyên môn | Đánh giá chuyên môn |
| Nguồn đánh giá      | Nguồn đánh giá      |
| Nguồn               | Đánh giá            |
| ------------------- | ------------------- |
| AllMusic            | [ 1 ]               |

Westlife là album phòng thu đầu tay của nhóm nhạc nam người Ireland Westlife và đã phát hành ngày 1 tháng 11 năm 1999 ở Anh. Album đã được tung ra sau khi phát hành ba đĩa đơn: "Swear It Again", "If I Let You Go" và "Flying Without Wings", tất cả đều là đĩa đơn #1 ở Anh. Album có mặt trong Bảng xếp hạng Anh ở vị trí số 2, bán được trên 83.000, là album bán chạy thứ 8 năm 1999 ở Anh. Đến nay trên toàn thế giới album đã tiêu thụ được 5 triệu bản.
Ở các nước khác, nó được phát hành ở Hoa Kỳ năm 2000 với một danh sách bài hát khác và có thêm "My Private Movie" sản xuất bởi Cutfather và Joe. Đây là album duy nhất của Westlife lọt vào bảng xếp hạng tại Mỹ, đạt #129 trên Billboard 200. Album cũng đạt #15 ở Úc.
"More Than Words" là một đĩa đơn phát hành ở Brasil và nằm ở #2.
Trong tháng 12 cùng năm, một đĩa đơn hai mặt chính (double a-side) "I Have a Dream"/"Seasons in the Sun" trở thành đĩa đơn Giáng sinh #1 của năm và là đĩa đơn thành công nhất của nhóm. Tháng ba năm 2000, đĩa đơn thứ năm và cũng là cuối cùng của album, "Fool Again", đã được phát hành và nằm ở #1.
Như vậy, trong thời gian chưa đến một năm, Westlife đã giành được 5 đĩa đơn #1 từ cùng một album, một kỉ lục vẫn chưa được phá cho đến thời điểm này tại Anh.

## Danh sách bài hát

### Phiên bản quốc tế
| STT | Tên bài hát                   | Danh sách thực hiện | Thời lượng |
| --- | ----------------------------- | --- | ---------- |
| 1   | Swear It Again                | Steve Mac Steve Mac, Wayne Hector | 4:12       |
| 2   | If I Let You Go               | Bernard Löhr David Kreuger, Per Magnusson David Kreuger, Jörgen Elofsson, Per Magnusson | 3:45       |
| 3   | Flying Without Wings          | Benny Diggs Steve Mac Steve Mac, Wayne Hector | 3:39       |
| 4   | I Have a DreamA               | Andrew Frampton, Lance Ellington Daniel Frampton Dàn hợp xướng Bodywork Theatre School Pete Waterman Dan Frampton Erwin Keiles Andrew Frampton Richard Dowling Simon Hill Frampton, Waterman John Holliday, Trevor Steel B.Andersson, B.Ulvaeus | 4:09       |
| 5   | Fool Again                    | John Doe Ronny Lahti Gustave Lund David Kreuger, Per Magnusson David Kreuger, Jörgen Elofsson, Per Magnusson | 3:57       |
| 6   | No No                         | Max Martin Mats Berntoft Rami Andreas Carlsson, Rami | 3:17       |
| 7   | I Don't Wanna Fight           | Benny Diggs Steve Mac Steve Mac, Wayne Hector | 5:06       |
| 8   | Change the World              | Dan Frampton TTW Ellington, Topham/Twig | 3:11       |
| 9   | Moments                       | Steve Mac Steve Mac, Wayne Hector | 4:17       |
| 10  | Seasons in the Sun            | Tim 'Spag' Speight TTW Brel, McKuen | 4:11       |
| 11  | I Need You                    | Mats Berntoft Rami Andreas Carlsson, Max Martin, Rami | 3:51       |
| 12  | Miss You                      | Jan Bengtsson Jake, Rami Stefan Boman Jake, Rami | 3:55       |
| 13  | More Than Words               | Steve Mac Gary Cherone, Nuno Bettencourt | 3:56       |
| 14  | Open Your Heart               | Jake Stefan Boman Andreas Carlsson, Jake | 3:40       |
| 15  | Try Again                     | Ulf Forsmark Bernard Löhr David Kreuger, Per Magnusson Ronny Lahti Jan Bengtsson David Kreuger, Jörgen Elofsson, Per Magnusson | 3:37       |
| 16  | What I Want Is What I've Got  | Rami Alexandra, Rami | 3:33       |
| 17  | We Are One                    | Steve Mac Alistair Tennant, Wayne Hector, Yvonne John Lewis Alexadre Desplat, Steve Mac, Wayne Hector | 3:44       |
| 18  | Can't Lose What You Never Had | Pete Lewis Rich Johnston Steve Kipner David Frank Dave Bascombe David Frank, Steve Kipner | 4:26       |
| 19  | Story of LoveB                | | 3:54       |

Chú thích:
- A"I Have a Dream" không có trong album này phiên bản ở Anh/Ireland nhưng sau đó đã được thêm vào album Coast to Coast của họ.
- BStory Of Love chỉ có trong phiên bản Nhật của album.
- Album cũng dã phát hành dưới dạng Karaoke VCD ở châu Á sau đó với cùng danh sách bài hát.
- Lời tiếng Việt của bài Open your heart là bài "Hát cho mùa yêu xưa" (Đan Trường)
- Một phiên bản bonus đặc biệt cũng đã được phát hành ở châu Á. Những bài hát được có thêm là:

1. I Have a Dream
2. On The Wings Of Love
3. Swear It Again (Rokstone Mix)
4. If I Let You Go (Extended Mix)
5. That's What It's All About
6. Flying Without Wings (A Capella Mix)

### Phiên bản ở Mỹ
| STT | Tên bài hát                   | Thời lượng |
| --- | ----------------------------- | ---------- |
| 1   | Swear It Again                | 4:09       |
| 2   | Can't Lose What You Never Had | 4:26       |
| 3   | I Don't Wanna Fight           | 5:04       |
| 4   | My Private Movie              | 4:07       |
| 5   | Flying Without Wings          | 3:37       |
| 6   | If I Let You Go               | 3:43       |
| 7   | Fool Again                    | 3:55       |
| 8   | No No                         | 3:15       |
| 9   | Miss You                      | 3:53       |
| 10  | Open Your Heart               | 3:40       |
| 11  | We Are One                    | 3:44       |
| 12  | I Need You                    | 3:49       |
| 13  | More Than Words               | 3:55       |

## Trên các bảng xếp hạng
| Đất nước               | Vị trí đạt được | Bán được   | Chứng nhận   |
| ---------------------- | --------------- | ---------- | ------------ |
| Anh                    | 2               |            | 4x Bạch kim  |
| Ireland                | 1               |            | 18x Bạch kim |
| Indonesia              | 1               | 1,000,000+ | 20x Bạch kim |
| Philippines            | 1               |            |              |
| Na Uy                  | 1               |            |              |
| Bỉ                     | 5               |            |              |
| New Zealand            | 5               |            |              |
| Thụy Điển              | 5               |            |              |
| Hà Lan                 | 8               |            |              |
| Đan Mạch               | 12              |            |              |
| Úc                     | 15              |            |              |
| Thụy Sĩ                | 25              |            |              |
| Đức                    | 55              |            |              |
| Hoa Kỳ (Billboard 200) | 129             |            |              |

## Album video
Một album video cũng được phát hành với tên "The Westlife Story" và đạt vị trí #15 ở Anh.